# Mohawk-Airlines-Flug 40
Am 23. Juni 1967 verunglückte eine BAC 1-11 auf dem Mohawk-Airlines-Flug 40  vom Elmira Regional Airport zum Washington National Airport infolge eines Brandes, durch den die Steuerung der Höhenruder ausfiel. Bei dem Absturz kamen alle 34 Insassen ums Leben.

## Flugzeug
Die verunglückte BAC 1-11-204AF (Kennzeichen: N1116J, s/n: 098) war mit zwei Triebwerken des Typs Rolls-Royce Spey 506-14 ausgestattet und absolvierte am 1. August 1966 ihren Erstflug. Die Maschine wurde am 5. August 1966 an Mohawk Airlines ausgeliefert und hatte bis zum Unfall 2246 Flugstunden absolviert.

## Unfallhergang
Die Maschine sollte einen Linienflug von Syracuse (New York) nach Washington, D.C. mit planmäßigen Zwischenstopp in Elmira durchführen. Das Flugzeug landete um 14:07 Uhr Ortszeit in Elmira und hob dort um 14:39 Uhr zum Weiterflug nach Washington ab. Fünf Minuten nach dem Start vom Elmira Regional Airport erhielten die Piloten die Freigabe, den Steigflug bis auf 4875 Meter (16.000 Fuß) fortzusetzen und direkten Kurs auf Harrisburg (Pennsylvania) zu nehmen.
Unbemerkt von den Piloten breitete sich innerhalb der nächsten drei Minuten ein Feuer im Heckabschnitt hinter der Kabine aus, wodurch beide Hydrauliksysteme ausfielen und sie die Kontrolle über das Höhenruder verloren. Das Flugzeug ging in einen unkontrollierbaren Sturzflug über und verschwand um 14:47 Uhr vom Radar der Flugsicherung, ohne dass zuvor ein Notruf empfangen wurde. Die BAC-1-11 schlug etwa 1,6 Kilometer (eine Statute Mile) östlich von Blossburg im Tioga County (Pennsylvania) auf.

## Unfallursache
Ursache des Feuers war ein fehlerhaftes Rückschlagventil im Triebwerk, durch das heiße Zapfluft aus dem Verdichter in das Hilfstriebwerk (APU) gelangte. Über ein zweites Ventil in der APU strömte die heiße Luft in den hintersten Rumpfabschnitt unterhalb des Leitwerks ein und entzündete die schalldämmende Innenverkleidung in diesem Bereich. Das Feuer beschädigte die dort verlaufenden Hydraulikleitungen. Die entflammbare Hydraulikflüssigkeit speiste den Brand, wodurch sich dieser schnell im Inneren des Seitenleitwerks ausbreitete. Durch den Hydraulikverlust klappten die Höhenruder nach unten, so dass die Maschine über die Nase abkippte und in einen unkontrollierten Sturzflug überging. Während des Absturzes rissen in geringer Höhe zunächst beide Höhenruder sowie anschließend die oberen 60 Zentimeter des Seitenleitwerks mitsamt dem dort montierten, bereits beschädigten Höhenleitwerk ab. Diese Trümmer wurden 290 Meter (940 Fuß) beziehungsweise 155 Meter (510 Fuß) entfernt vom Einschlagkrater des Flugzeugs gefunden.